# レー王宮

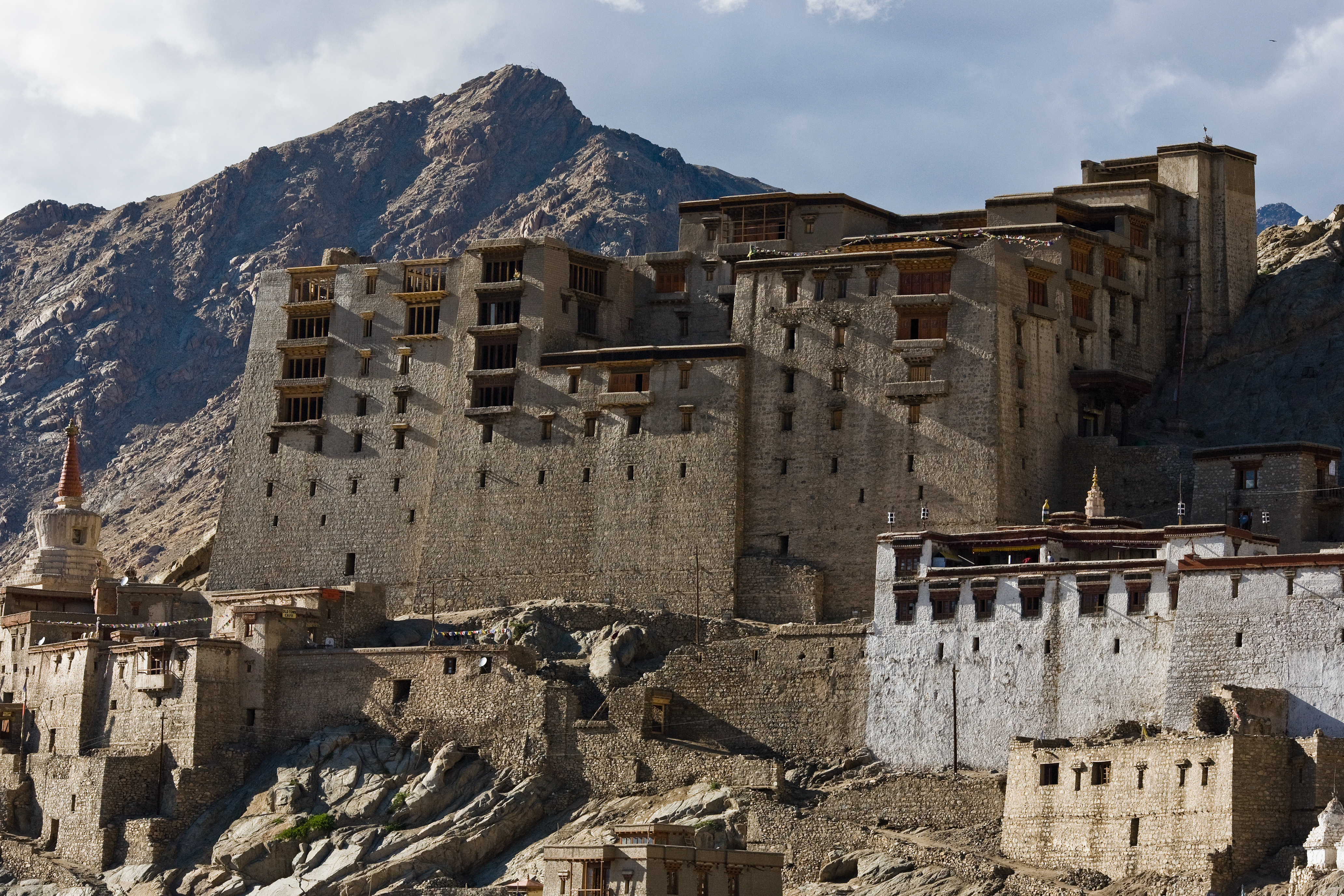
レー王宮

レー王宮（レーおうきゅう、英：Leh Palace）はインド北部、ラダック連邦直轄領の首府レーの市街を見下ろす位置にあるかつての王宮。ラチェン・パルカル王宮（Lachen Palkar Palace）とも呼ばれる。1600年頃に当時の王センゲ・ナムギャルにより建立された。ドーグラーによりレーが占領された19世紀中頃に放棄され、王族はストク王宮へ移らされることとなった。
9階建て、上層階は王族の住居、下層階は厩舎と貯蔵室になっていた。宮殿の大部分は劣化が進んでおり、室内装飾が残る部分は僅かしかない。インド考古調査局により修復作業を受けている。王宮博物館には宝石・装飾品・礼服・冠が多数収蔵されており、450年以上前のタンカ（チベット仏画）の複雑なデザインは宝石の粉末によって描かれ今もなお鮮明な色彩を保つ。
一般公開されていて、屋上からレーの街や周辺を眺望できる。 
周辺の建築物の中には、王宮のふもとに目立つナムギャル・ストゥーパ（Namgyal Stupa）、鮮やかな壁画に彩られたチャンダジク・ゴンパ（Chandazik Gompa）、外壁と内壁の間に中世の壁画の断片を残す1430年建立のチャンパ・ラカン（Chamba Lhakhang）がある。

## ギャラリー

レー王宮
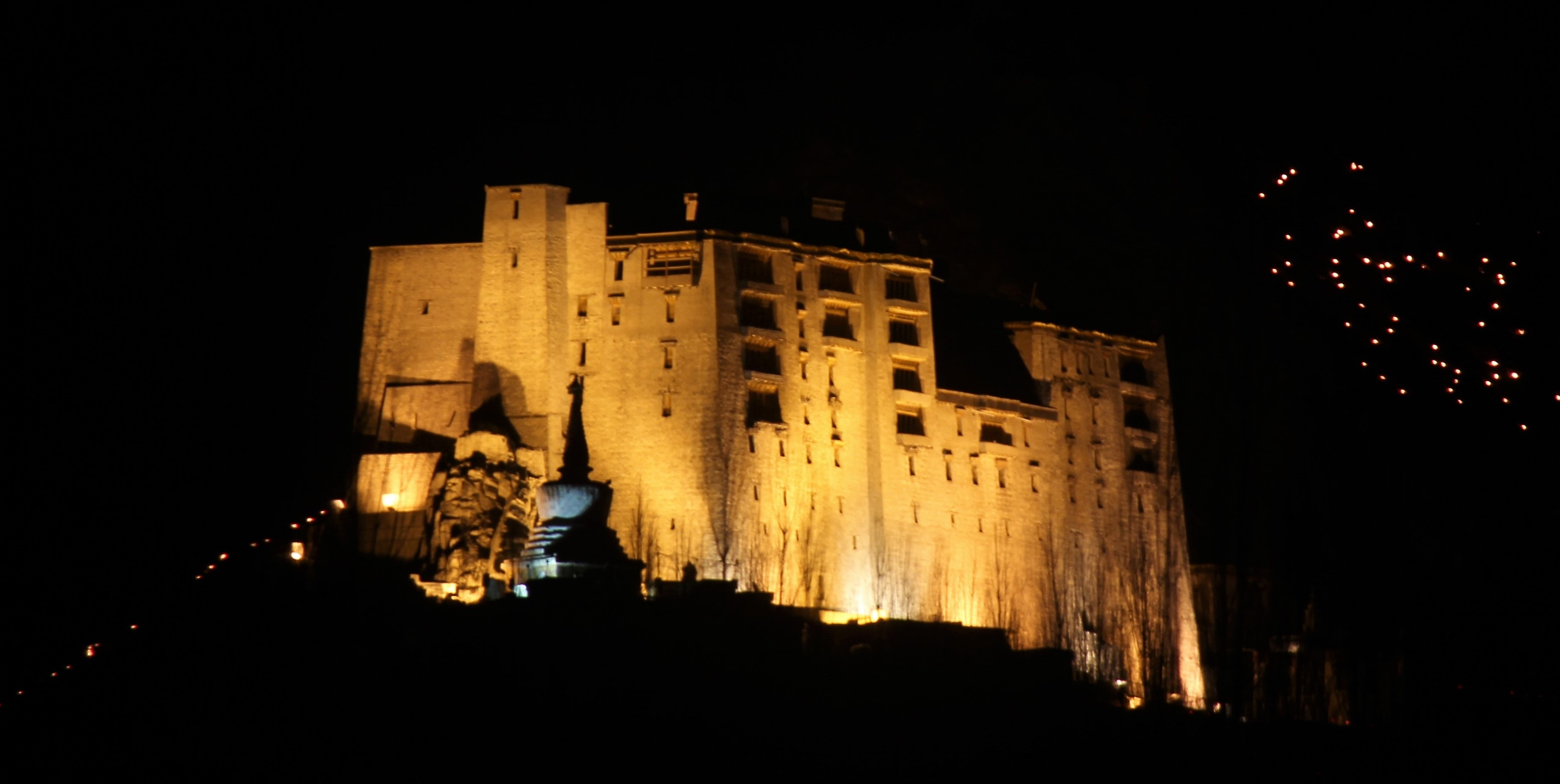
ガルダン・ナムチョットの祭の間、レー王宮はライトアップされる。
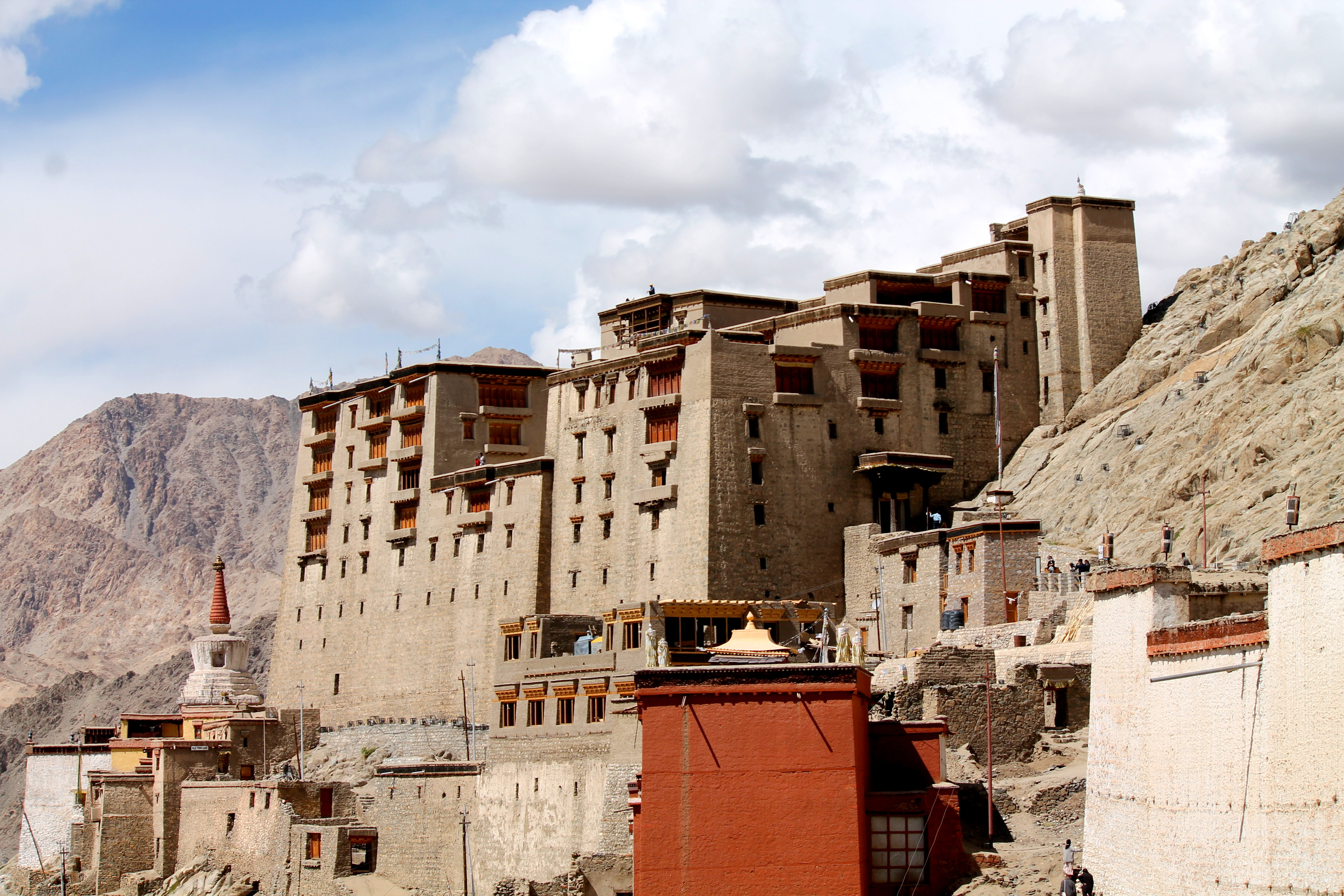
朝の風景（2021年）

## 参考資料
1. 1 2 3 4  Sharma, Janhwij (2003) (英語). Ladakh: Architectural Heritage. Har-Anand Publications. pp. 130–131. ISBN 9788124109793
2. ↑  “Leh Old Town/Leh Palace”. 2021年12月13日閲覧。

座標: 北緯34度9分58.6秒 東経77度35分11秒 / 北緯34.166278度 東経77.58639度